# Выборы губернатора Орловской области (2014)
Выборы губернатора Орловской области состоялись 14 сентября 2014 года в единый день голосования. Победу одержал Вадим Владимирович Потомский, набрав рекордные 89,17% голосов. До этого Потомский исполнял обязанности губернатора Орловской области.
На 1 июля 2014 года в Орловской области было зарегистрировано 653 666 избирателей. Одновременно в области прошли выборы в органы местного самоуправления. В день выборов в регионе работали 738 избирательных участков. Явка избирателей по Орловской области составила 62,59%.

## Ход событий
26 февраля 2014 года губернатор Орловской области Александр Петрович Козлов был отправлен в отставку в связи с истечением срока его полномочий. В январе 2014 года в рейтинге, предоставленном фондом «Общественное мнение», Козлов вошёл в замыкающую группу губернаторов, рейтинг которых ниже 50 баллов. На его место президентом РФ был назначен Вадим Владимирович Потомский в качестве временно исполняющего обязанности.
12 марта Госдума приняла постановление о досрочном прекращении полномочий Вадима Потомского на основании его письменного заявления о сложении полномочий.
6 июня Орловским областным Советом народных депутатов принято постановление «О назначении выборов Губернатора Орловской области». На следующий день данное постановление было опубликовано в №81(26 015) газеты «Орловская правда», что ознаменовало начало предвыборной кампании.
В июле 2014 года «Фондом развития гражданского общества» был опубликован обновлённый рейтинг губернаторов (4-й за год), где и. о. губернатора Вадим Потомский получил 57-59 баллов, оказавшись в третьей группе «Средний рейтинг».

## Выдвижение

### Право выдвижения кандидатов
Губернатором может быть избран гражданин Российской Федерации, достигший возраста 30 лет.
В Орловской области кандидаты выдвигаются только политическими партиями, имеющими в соответствии с федеральными законами право участвовать в выборах. При этом кандидатам не обязательно быть членом какой-либо партии.
С июня 2013 года кандидат в губернаторы области обязан также представить в избирком письменное уведомление о том, что он не имеет счетов (вкладов), не хранит наличные денежные средства и ценности в иностранных банках.

### Муниципальный фильтр
1 июня 2012 года вступил в силу закон, вернувший прямые выборы глав субъектов Российской Федерации. Однако был введён так называемый муниципальный фильтр. Всем кандидатам на должность главы субъекта РФ (как выдвигаемых партиями, так и самовыдвиженцам), согласно закону, требуется собрать в свою поддержку от 5 % до 10 % подписей от общего числа муниципальных депутатов и избранных на выборах глав муниципальных образований, в числе которых должно быть от 5 до 10 депутатов представительных органов муниципальных районов и городских округов и избранных на выборах глав муниципальных районов и городских округов. Муниципальным депутатам представлено право поддержать только одного кандидата.

## Кандидаты
| Кандидат                     | Год рождения | Принадлежность к общественному объединению | Партия                      | Статус                 |
| ---------------------------- | ------------ | --- | --------------------------- | ---------------------- |
| Антюхов Юрий Васильевич      | 1963         | | «Молодая Россия»            | Зарегистрирован        |
| Ведешин Валерий Викторович   | 1960         | Член Российской политической Партии мира и единства, председатель Регионального отделения Российской политической Партии мира и единства в Орловской области. | Партия мира и единства      | Отказано в регистрации |
| Галкин Иван Андреевич        | 1960         | Член политической партии «Справедливая Россия», член Совета регионального отделения политической партии «Справедливая Россия» в Курской области.              | «Справедливая Россия»       | Зарегистрирован        |
| Исаков Сергей Владимирович   | 1961         | | «Родина»                    | Отказано в регистрации |
| Казанцев Андрей Кимович      | 1964         | Член Политической партии «Партия возрождения России». | «Партия возрождения России» | Зарегистрирован        |
| Мосякин Иван Яковлевич       | 1947         | Председатель Правления регионального отделения Общероссийской общественной организации «Союз пенсионеров России» в Орловской области                          | «Патриоты России»           | Отмена выдвижения      |
| Потомский Вадим Владимирович | 1972         | Член Коммунистической партии Российской Федерации, исполняющий обязанности губернатора Орловской области.                                                     | КПРФ                        | Зарегистрирован        |
| Рыбаков Виталий Анатольевич  | 1962         | | Народная партия России      | Отмена выдвижения      |
| Утешев Виталий Викторович    | 1963         | Член ЛДПР, руководитель фракции ЛДПР в Орловском областном Совете народных депутатов.                                                                         | ЛДПР                        | Зарегистрирован        |